# Give More Love
Give More Love — девятнадцатый студийный альбом британского музыканта Ринго Старра. Альбом был записан в домашней студии Старра в Лос-Анджелесе и был выпущен 15 сентября 2017 года лейблом UMe. В качестве гостей в альбоме отметились: бывший напарник по Beatles Пол Маккартни, а также Джо Уолш, Дэйв Стюарт, Гари Николсон и участники All-Starr Band.
Старр начал работать над альбомом сразу после выхода Postcards from Paradise и тура со своей группой All-Starr Band. Первоначально Старр нанял своего давнего соавтора Дэйва Стюарта, чтобы тот помог ему создать кантри-альбом в Нэшвилле, но в итоге запись в основном роково-ориентированных треков была закончена в домашней студии. В альбоме приняли участие все постоянные коллеги Старра, в том числе и некоторые нынешние и бывшие участники All-Starr band: Стив Люкатер, Питер Фрэмптон, Джо Уолш, Эднар Уинтер и Тимоти Би Шмит.
Бывший коллега по Beatles Пол Маккартни сыграл на басу и спел бэк-вокальные партии в некоторых треках. Старр анонсировал появление Маккартни в альбоме через свой Twitter.
Альбом состоит из десяти новых песен и четырёх бонус-треков, которые состоят из перезаписанных версий ранее издавашихся песен Старра. Перезапись сингла Старра «Back Off Boogaloo» основана на оригинальной демозаписи Старра и была записана при участии основателя Electric Light Orchestra Джеффа Линна и участника Eagles Джо Уолша на гитарах, на перезаписи песни «You Can’t Fight Lightning» из альбома Stop and Smell the Roses отметилась шведская группа Alberta Cross, а повторные записи песни Старра «Photograph» и песни времён Beatles «Don't Pass Me By» были сделаны при участии американской группы Vandaveer.
Старр официально анонсировал альбом 7 июля 2017 года в свой 77-й день рождения и выпустил одноимённый заглавный трек в виде сингла при помощи стриминговых сервисов и цифрового скачивания. Трек «We’re On the Road Again», на котором в качестве гостей отметились Маккартни, Люкатер, Уолш и Винтер был выпущен в качестве второго сингла 18 июля 2017 года. Выдержанная в стиле кантри песня «So Wrong For So Long» также была выпущена в виде сингла 18 августа 2017 года. 8 сентября 2017 года в качестве последнего сингла была выпущена песня «Standing Still».

## Релиз и критический приём
| Совокупная оценка | Совокупная оценка |
| Источник          | Оценка            |
| ----------------- | ----------------- |
| Metacritic        | 55/100            |
| Оценки критиков   |                   |
| Источник          | Оценка            |
| AllMusic          | [ 6 ]             |
| Rolling Stone     | [ 7 ]             |
| The Times         | [ 8 ]             |
| Express & Star    | 7/10              |

После своего выпуска Give More Love получил смешанные отзывы критиков. Рецензент AllMusic Стивен Томас Эрлевайн написал: «Этот альбом не играет во все свои карты сразу; как говорится в заголовке, это откровенная, добрая музыка.» Альбом был оценён как лучше, так и хуже, чем другие сольные работы Старра 2010-х годов.

## Список композиций
| №                   | Название                  | Автор(ы)                   | Длительность |
| ------------------- | ------------------------- | -------------------------- | ------------ |
| 1.                  | «We're on the Road Again» | Ричард Старки Стив Люкатер | 4:24         |
| 2.                  | «Laughable»               | Старки Питер Фрэмптон      | 2:58         |
| 3.                  | «Show Me the Way»         | Старки Люкатер             | 4:42         |
| 4.                  | «Speed of Sound»          | Старки Ричард Маркс        | 3:46         |
| 5.                  | «Standing Still»          | Старки Гари Барр           | 3:06         |
| 6.                  | «King of the Kingdom»     | Старки Ван Дайк Паркс      | 4:36         |
| 7.                  | «Electricity»             | Старки Глен Баллард        | 3:38         |
| 8.                  | «So Wrong for So Long»    | Старки Дэйв Стюарт         | 4:03         |
| 9.                  | «Shake It Up»             | Старки Гари Николсон       | 3:02         |
| 10.                 | «Give More Love»          | Старки Николсон            | 4:01         |
| Общая длительность: | Общая длительность:       | Общая длительность:        | 38:16        |

| №   | Название                                                | Автор(ы) | Длительность |
| --- | ------------------------------------------------------- | -------- | ------------ |
| 11. | «Back Off Boogaloo»                                     | Старки   | 2:55         |
| 12. | «Don't Pass Me By» (при участии Vandaveer)              | Старки   | 3:38         |
| 13. | «You Can't Fight Lightning» (при участии Alberta Cross) | Старки   | 4:21         |
| 14. | «Photograph» (при участии Vandaveer)                    | Старки   | 3:35         |

## Участники записи
- Ринго Старр — вокал, перкуссия (1-11), ударные (1-4, 6-11), гитара (11), фортепиано (12)[1], производство, микширование
- Стив Люкатер — гитара (1, 3, 4), клавишные (1, 3), бэк-вокал (1)
- Джо Уолш — гитара (7, 11), бэк-вокал (1)
- Питер Фрэмптон — гитара (2, 4), бэк-вокал (2)
- Грэг Лейзс[англ.] — гитара (5, 8)
- Стив Дудас — гитара (5, 6, 9, 10)
- Дэйв Стюарт — гитара (6, 8)
- Гари Николсон[англ.] — гитара (9)
- Джефф Линн — гитара (11)
- Питтер Эриксон Стаки — гитара (13), бэк-вокал (13), перкуссия (13)
- Мэттью Пинн — гитара (13)
- Джей Том Хнатоу — гитара (12, 14)
- Марк Чарльз Хейдингер — гитара (12, 14), бас-гитара (12, 14), вокал (12, 14)
- Джим Кокс — клавишные (1, 3, 8, 10)
- Бенмонт Тенч[англ.] — клавишные (2, 7)
- Эдгар Винтер — фортепиано (9), саксофон (6), бэк-вокал (1)
- Глен Баллард — клавишные (7), бэк-вокал (7)
- Пит Ремм — клавишные (13)
- Боб Малон — фортепиано (11)
- Пол Маккартни — бас-гитара (1, 3), бэк-вокал (1)
- Натан Ист[англ.] — бас-гитара (4, 5, 6, 8, 11)
- Дон Уос[англ.] — бас-гитара (7, 9)
- Мэтт Биссонетт[англ.] — бас-гитара (10)
- Эрик МакКуин — бас-гитара (13)
- Фредерик Аспелин — ударные (13), перкуссия (13)
- Робби Консенза — ударные (12, 14), перкуссия (12, 14), губная гармоника (12)
- Брюс Шугар — программирование ударных (5), клавишные (6); запись, микширование, издание
- Грэг Биссоннетт[англ.] — перкуссия (10)
- Тимоти Би Шмит[англ.] — бэк-вокал (2, 3, 10)
- Ричард Пейдж[англ.] — бэк-вокал (2, 3, 10)
- Эми Кис[англ.] — бэк-вокал (2, 3, 4, 6, 7, 9, 10)
- Винди Уогнер — бэк-вокал (4, 6, 7, 9)
- Гэри Барр[англ.] — бэк-вокал (5, 8), гитара (5)
- Джорджия Миддлман[англ.] — бэк-вокал (5, 8)
- Роуз Гуэрин — вокал (12, 14)
- Виктор Бак — бэк-вокал (13); звукоинженер (13)
- Фред Аппелкуист — звукоинженер (13)
- Питер Р. Эриксон — дополнительное производство (13)

## Чарты
| Чарт (2017)                       | Высшая позиция |
| --------------------------------- | -------------- |
| Австрия (Ö3 Austria)              | 65             |
| Бельгия/Фландрия (Ultratop)       | 94             |
| Бельгия/Валлония (Ultratop)       | 43             |
| Чехия (ČNS IFPI)                  | 18             |
| Франция (SNEP)                    | 49             |
| Германия (Offizielle Top 100)     | 69             |
| Шотландия (Scottish Albums Chart) | 76             |
| Spanish Albums (PROMUSICAE)       | 71             |
| Швейцария (Schweizer Hitparade)   | 51             |
| США (Billboard 200)               | 128            |